# Lodovick Lloyd
Lodovick Lloyd (Floruit, 1573 – 1610) è stato un cortigiano del Galles, poeta e autore di diversi scritti.
La sua opera più famosa è The Pilgrimage of Princes.